# Гольхен
Гольхен (нім. Golchen) — громада в Німеччині, розташована в землі Мекленбург-Передня Померанія. Входить до складу району Мекленбургіше-Зеенплатте. Складова частина об'єднання громад Трептовер-Толлензеевінкель.
Площа — 23,32 км2. Населення становить 280 ос. (станом на 31 грудня 2020).

## Географії

### Адміністративний поділ
Громада  складається з 4 районів:
- Гольхен
- Рорзоль
- Людвігсгеє
- Тюкгуде